# Equip mundial del segle XX
L'equip mundial del segle XX va ser un selecte equip de futbol triat el 1998, mitjançant una votació feta per part d'un exclusiu panell de 250 periodistes internacionals de futbol i membres de diversos equips sud-americans i europeus, representant les confederacions de la CONMEBOL i UEFA. Va ser anunciat per Mastercard el 10 de juny de 1998, conjuntament amb la cerimònia inaugural de la Copa Mundial de Futbol de 1998, a París, França.

## Equip
| Posició     | Futbolista            | Nacionalitat                                | Premis i guardons |
| ----------- | --------------------- | ------------------------------------------- | --- |
| Porter      | Lev Iaixin            | Unió de Repúbliques Socialistes Soviètiques | * Pilota d'Or (1963) * Ordre del Mèrit de la FIFA |
| Defensa     | Carlos Alberto Torres | Brasil                                      | * Copa del Món de Futbol (1970) * FIFA 100 |
| Defensa     | Franz Beckenbauer     | Alemanya                                    | * Copa del Món de Futbol (1974) * Eurocopa (1972) * Pilota d'Or (1972 i 1976) * FIFA 100 |
| Defensa     | Bobby Moore           | Anglaterra                                  | * Copa del Món de Futbol (1966) |
| Defensa     | Nilton Santos         | Brasil                                      | * Copa del Món de Futbol (1958 i 1962) * FIFA 100 |
| Migcampista | Johan Cruyff          | Països Baixos                               | * Pilota d'Or (1971, 1973 i 1974) * Jugador europeu del segle de la IFFHS * FIFA 100 |
| Migcampista | Alfredo Di Stéfano    | Argentina · Espanya                         | * Copa Amèrica (1947) * Pilota d'Or (1957 i 1959) * FIFA 100 |
| Migcampista | Michel Platini        | França                                      | * Eurocopa (1984) * Pilota d'Or (1983, 1984 i 1985) * President de la UEFA (2007) * FIFA 100 |
| Davanter    | Garrincha             | Brasil                                      | * Copa del Món de Futbol (1958 i 1962) |
| Davanter    | Diego Maradona        | Argentina                                   | * Copa del Món de Futbol (1986) * Jugador del Segle de la FIFA * Futbolista de l'any a Sud-amèrica (1979 i 1980) * FIFA 100 |
| Davanter    | Pelé                  | Brasil                                      | * Copa del Món de Futbol (1958, 1962 i 1970) * Ordre del Mèrit de la FIFA * Premi Presidencial de la FIFA * Esportista del Segle del Comitè Olímpic Internacional * Jugador del Segle de la FIFA * Jugador del segle de la IFFHS * Jugador sud-americà del segle de la IFFHS * Futbolista de l'any a Sud-amèrica (1973) * FIFA 100 |